# 都城市立志和池中学校
都城市立志和池中学校（みやこのじょうしりつ しわいけちゅうがっこう）は、宮崎県都城市上水流町にある公立の中学校。

## 概要
歴史
1947年（昭和22年）の学制改革により、新制中学校として創立。現校名となったのは1957年（昭和32年）。2022年（令和4年）に創立75周年を迎えた。
校章
校名の頭文字である「志」の文字を丸みを帯びた形に図案化し、中央に「中」の文字を配している。
校歌
1953年（昭和28年）に制定。作詞は富松良夫、作曲は園山民平による。歌詞は3番まであり、各番の歌詞中に校名の「志和池中学」が登場する。
通学区域
- 都城市立志和池小学校
- 都城市立丸野小学校

## 沿革
- 1947年（昭和22年）- 学制改革が行われる（六・三制の実施）。
  - 4月1日 - 志和池国民学校初等科は、新制小学校「志和池村立志和池小学校」に改組・改称。
  - 5月8日 - 志和池国民学校高等科は、青年学校普通科とともに、新制中学校「志和池村立志和池中学校」に改組・改称。
- 1953年（昭和28年）3月23日 - 校旗および校歌を制定。
- 1957年（昭和32年）3月1日 - 都城市との合併により、「都城市立志和池中学校」（現校名）と改称。
- 1962年（昭和37年）10月 - プールが完成。
- 1989年（平成元年）3月 - 体育館が完成。校庭の整備を完了。
- 1993年（平成5年）3月 - 特別教室棟（現・南校舎）が完成。
- 1995年（平成7年）1月 - サクラソウを学校の花に制定。
- 1997年（平成9年）5月11日 - 創立50周年記念式典を挙行。
- 2003年（平成15年）11月 - 新校舎（現・北校舎、中校舎）が完成。

## 交通アクセス
最寄りの鉄道駅
- JR九州 日豊本線・えびの高原線 「都城駅」

最寄りのバス停留所
- 宮崎交通バス（宮交バス）「志和池」停留所

最寄りの幹線道路
- 宮崎県道46号高城山田線
- 宮崎県道420号中方限庄内線
- 国道221号

## 周辺
- 都城市立志和池小学校
- 志和池地区公民館
- 上水流中自治公民館
- 志和池郵便局
- ししのこ幼稚園
- 新城跡